# Luis Manuel Sánchez
Luis Manuel Sánchez Téllez (La Habana; 23 de febrero de 1952) es un exfutbolista cubano que se desempeñaba como defensa.

## Trayectoria
Es apodado "bufalito" y empezó como jugador del FC La Habana en 1970. Pasó al FC Ciudad de La Habana, donde se quedó hasta su retiro en 1984.

## Selección nacional
Está notablemente en el grupo de seleccionados durante los Juegos Olímpicos de Moscú 1980. También jugó en las eliminatorias para los mundiales de 1978 y 1982 (10 partidos jugados en total).
Además, ganó la plata en los Juegos Panamericanos de 1979, el oro en los Juegos Centroamericanos y del Caribe en 1978 y bronce en 1982.

### Participaciones en Juegos Olímpicos
| Torneo                   | Sede  | Resultado        |
| ------------------------ | ----- | ---------------- |
| Juegos Olímpicos de 1980 | Moscú | Cuartos de final |

## Palmarés

### Títulos nacionales
| Título              | Equipo              | País | Año     |
| ------------------- | ------------------- | ---- | ------- |
| Campeonato Nacional | Ciudad de La Habana | Cuba | 1978-79 |
| Campeonato Nacional | Ciudad de La Habana | Cuba | 1979    |